# أل آيسنبرج
أل آيسنبرج (بالإنجليزية: Al Eisenberg) هو سياسي أمريكي، ولد في 15 أكتوبر 1946 في الولايات المتحدة. حزبياً، نشط في الحزب الديمقراطي.